# Peter Huigen

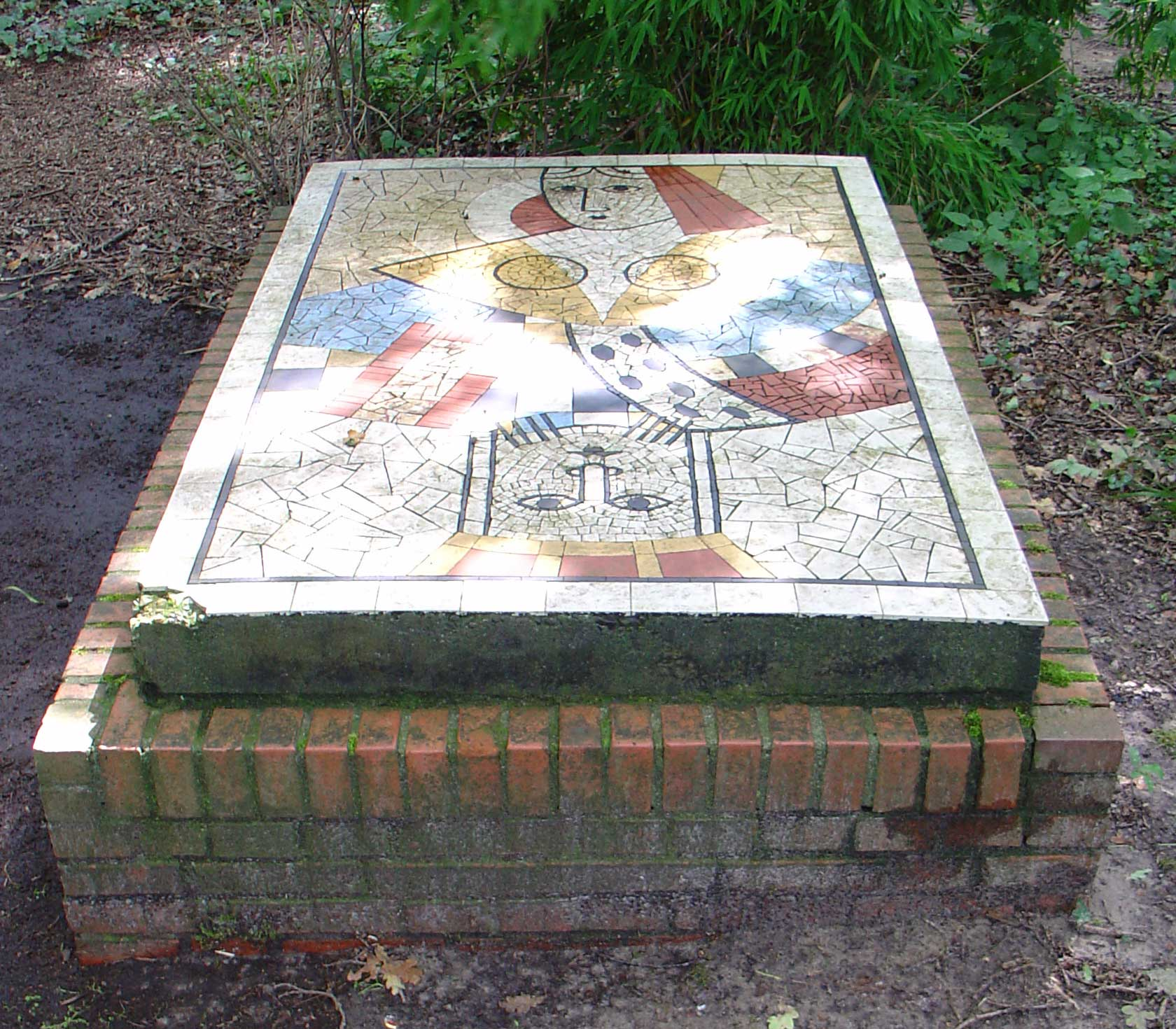
Koningsgraf (1984-85), Ter Wupping

Peter Huigen (Borne, 29 januari 1956) is een Nederlandse beeldend kunstenaar.
De in het Groningse Middelstum werkende Huigen is zowel schilder, tekenaar, beeldhouwer als omgevingskunstenaar. Huigen woont en werkt in het schathuis van de voormalige borg van Ewsum.

## Werk (selectie)

### Omgevingskunst
- Het gelaarsde huis (1999), cbs De Lessenaar, Ten Post
- Anatomie van het landschap (1995)
- De Praam (1993), Oude Pekela
- Koningsgraf (1984-85), Ter Wupping (zie: afbeelding)

### Overig werk
Voorts maakte hij krijt- en pasteltekeningen en ontwierp hij de gevel van een Marokkaans restaurant in de Folkingestraat te Groningen.